# أمادو عبد الرحمن
أمادو عبدالرحمن هو عقيد في القوات الجوية النيجرية وقد شغل منصب المتحدث باسم المجلس الوطني للحفاظ على الوطن منذ انقلاب النيجر في عام 2023.

## سيرته
في 26 يوليو 2023، ألقى كلمة تلفزيونية أعلن فيها أن حكومة الرئيس محمد بازوم قد أطيح بها، كما أعلن عن تدابير مثل تعليق دستور النيجر، وإغلاق حدوده، وتعليق جميع المؤسسات، وفرض حظر التجول على مستوى البلاد.